# 東山ダム
東山ダム（ひがしやまダム）は、一級河川阿賀野川水系湯川に建設されたダム。福島県会津若松市門田村大字御山にある。

## 概要
会津若松市街地東部を流れる湯川の上流域に位置する多目的ダムである。湯川は会津若松市街地で阿賀川と合流する都市河川であり、過去に数多くの水害を引き起こしたことから湯川総合開発事業の一環として洪水調節と会津若松市の上水道確保のために福島県の県営ダムとして建設された。1968年より予備調査、1970年度より実施計画調査が行われ、1972年度に着工、1982年度に完成した。総事業費は148億6千万円。洪水調節は自然調節式であり、上水道用水は毎秒最大0.2933立方メートルを取水し東山浄水場へ供給している。また、ダム施設の使用電力を賄うために毎秒最大2.0立方メートルの放流水を利用して最大出力700kWの水力発電を行っており、余剰電力を東北電力へ売電している。
ダム湖の名称は地元の小学校より公募され、湯川に沿う東山温泉のさらに奥に位置する集落が湯の入りと呼ばれていたことから「湯の入り湖」と名付けられた。

## その他
- ダム周辺には八重桜やコヒガンザクラ、ヤマユリや楓が生育しており、四季折々の景色が楽しめる[2]。
- 公衆トイレや売店は整備されていないが、普通車10台程度が収容可能な駐車場が設置されている[2]。
- ダムカードが管理所内にて配布されている。
- ダム施設の見学も可能。ただし、事前に確認する必要がある[2]。

## 周辺
- 東山温泉
- 福島県道325号湯川大町線 - 当ダムの建設に伴い、水没区間の付替えとして東山第1トンネル、東山第2トンネルを始めとした区間が新たに建設された。